# Château de Bellevue (Frénois)
Pour les articles homonymes, voir Château de Bellevue.

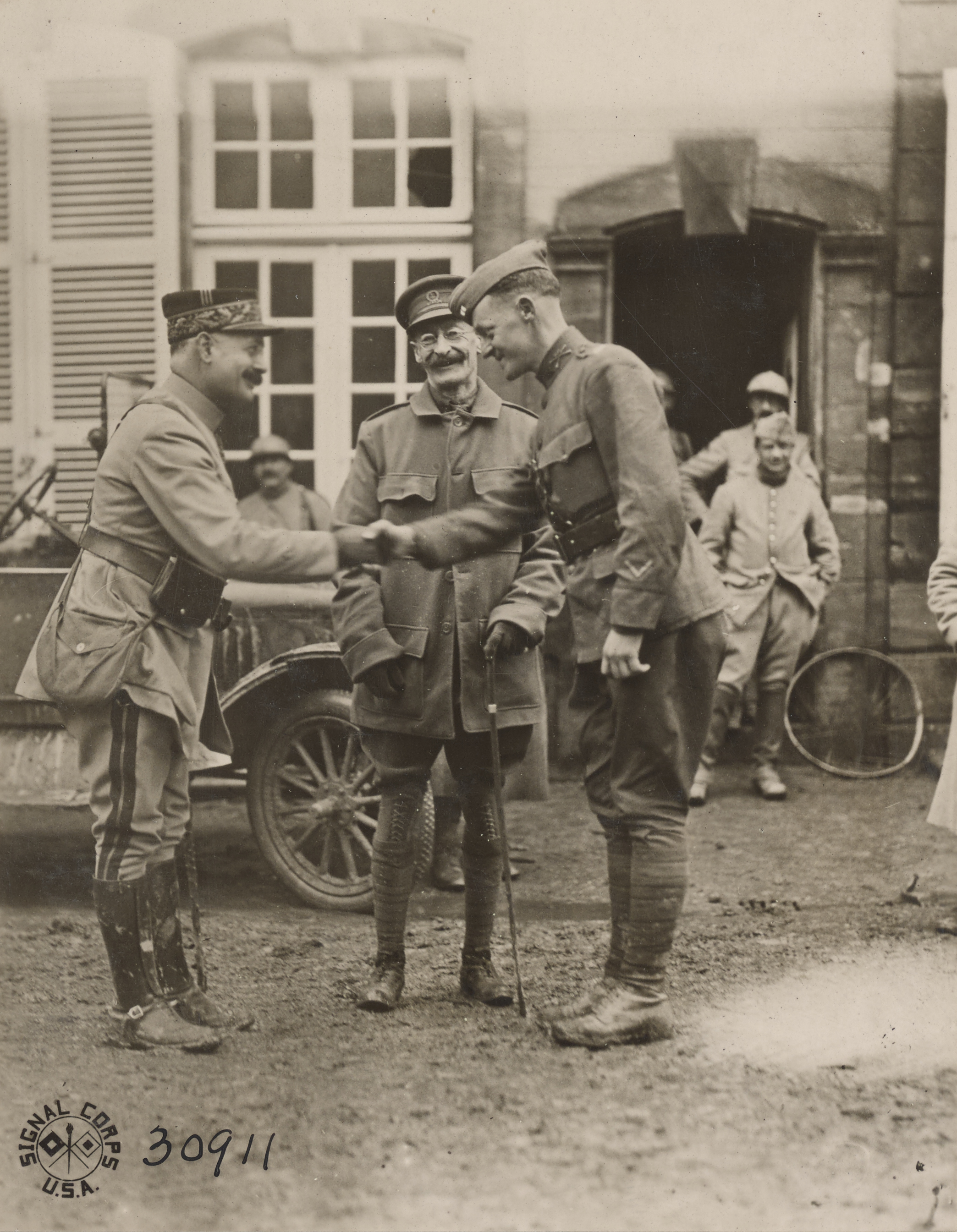
Le général français Laignelot, le Major britannique Battine et le capitaine américain Baker se saluent le 9/11/1918 devant le château.

Le château de Bellevue de Frénois se trouve en Champagne-Ardenne, à 2 km du centre de Sedan. Dans ce château, Napoléon III, empereur des Français, a signé l'acte de capitulation de la guerre franco-allemande de 1870.

## Localisation
Fresnois est un quartier de Sedan, à l'ouest de cette ville, vers Donchery. Le château est un peu à l'écart des habitations, à 185 m d'altitude, très légèrement en aplomb, le long de la D29 ou route de Bellevue, entre l'autoroute A34 et la Meuse. L'édifice ne se visite pas.

## Historique
La construction, en pierre de Bulson, date du milieu du XIXe siècle, pour la partie la plus ancienne, et a été lancée par Louis Amour, frère du maire de Donchéry de l'époque, Eugène Lamour. Les plans sont de Jacques-Alexandre Titeux, architecte retiré à Fresnois, avec un rez-de-chaussée, un étage et des combles aménagés. En 1865, deux pavillons sont ajoutés sur les deux ailes, joint au premier bâtiment par des vérandas et des tourelles, abritant des escaliers,.
Dans ce château, Napoléon III, empereur de France, a signé l'acte de capitulation de la guerre franco-allemande le 2 septembre 1870. La capitulation avait été décidée la veille, négociée entre le général français Wippffen, mandaté par l'empereur, et le général prussien Moltke. Une ultime entrevue est prévue le lendemain entre Napoléon III et le roi de Prusse, le futur empereur Guillaume Ier, pour, espère-t-on encore coté Français, en atténuer quelques modalités.  Napoléon III, malade et très affaibli, sort de Sedan en landau, vers 6 heures du matin, et se dirige vers Vendresse, où s'est installé le roi de Prusse. Le chancelier Bismarck, qui veut éviter toute renégociation, vient à sa rencontre à Donchery, et décide l'empereur français à attendre le roi de Prusse au château de Bellevue. Mais il obtient que la signature de la capitulation soit un préalable à cette rencontre avec le roi de Prusse. Napoléon III s'installe au premier étage du bâtiment central, et s'y repose. Il  y est rejoint par le général Wippffen vers 10 heures du matin. Moltke et Bismarck sont sur place également. L'acte de capitulation est signé vers 11 heures du matin. Le roi de Prusse n'arrive sur les lieux que vers 2 heures de l'après-midi. L'empereur français, qui s'est couché, se relève et l'accueille. L'entretien entre les deux dirigeants est rapide, environ un quart d'heure, et ne change rien aux conditions de capitulation. L'empereur Napoléon III dort sur place et quitte le château le lendemain 3 septembre, en direction de l'Allemagne et du château de Wilhelmshöhe, pour y être interné.
Par la suite, le château reçoit plusieurs visiteurs de marque, dont, au début du XXe siècle, Édouard VII, roi d'Angleterre, empereur des Indes (il a succédé à la reine Victoria). Le 27 août 1914, au début de la Première Guerre mondiale, la côte de Bellevue est le lieu de combats. L'empereur allemand Guillaume II visite à son tour les lieux le 3 octobre 1914,. Le 13 mai 1940, les troupes allemandes franchissent la Meuse à proximité, entre Glaire et Wadelincourt (c'est la Percée de Sedan) et pillent le château,. Durant l'hiver 1944-1945, les Forces françaises de l'intérieur s'installent dans cet édifice et se chauffent en brûlant en partie des boiseries et des meubles. Le château a ensuite été réaménagé, la partie la plus ancienne étant celle qui a le moins souffert durant ces divers épisodes.